# Xã Clare, Quận Moody, South Dakota
Xã Clare (tiếng Anh: Clare Township) là một xã thuộc quận Moody, tiểu bang Nam Dakota, Hoa Kỳ. Năm 2010, dân số của xã này là 151 người.